# Vaiņode kommun
Vaiņodes novads var en kommun i Lettland. Den låg i den västra delen av landet, 150 km väster om huvudstaden Riga. Antalet invånare var 2 932. Arean var 344 kvadratkilometer.
2021 slogs kommunen samman med kommunerna Aizpute, Durbe, Grobiņa, Nīca, Pāvilosta, Priekule och Rucava för att bilda Södra Kurzeme kommun.
Följande samhällen fanns i Vaiņodes novads:
- Vaiņode